# Шиничиро Томонага
Шиничиро Томонага (јап. 朝永 振一郎, 31. март 1906. — 8. јул 1979) био је јапански физичар, који је 1965. године, заједно са Ричардом Фајнманом и Џулијаном Швингером, добио Нобелову награду за физику „за фундаментална истраживања у квантној електродинамици, што је оставило далекосежни значај на физику елементарних честица”.